# Purchawka spłaszczona

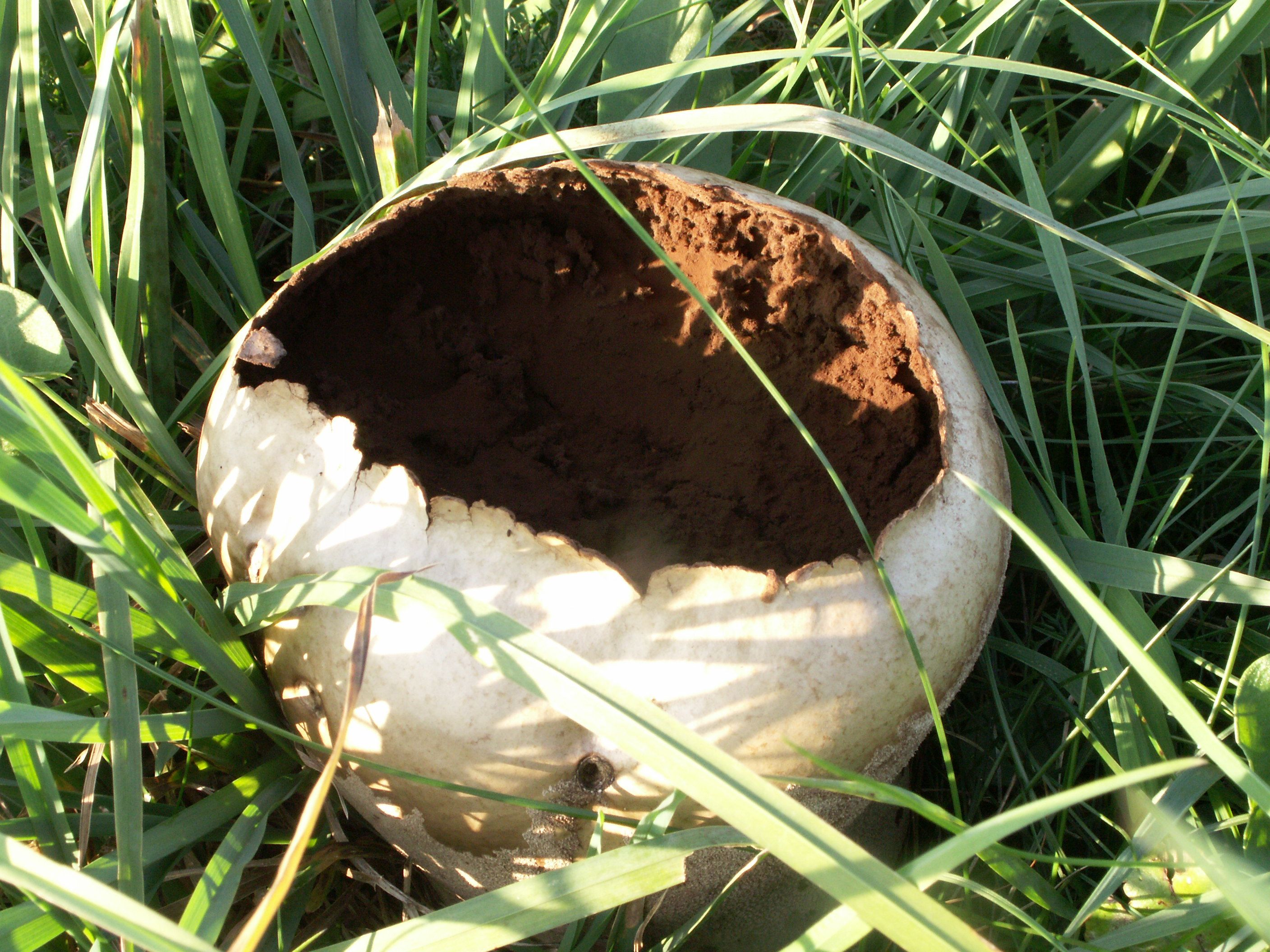
Pozostałość owocnika

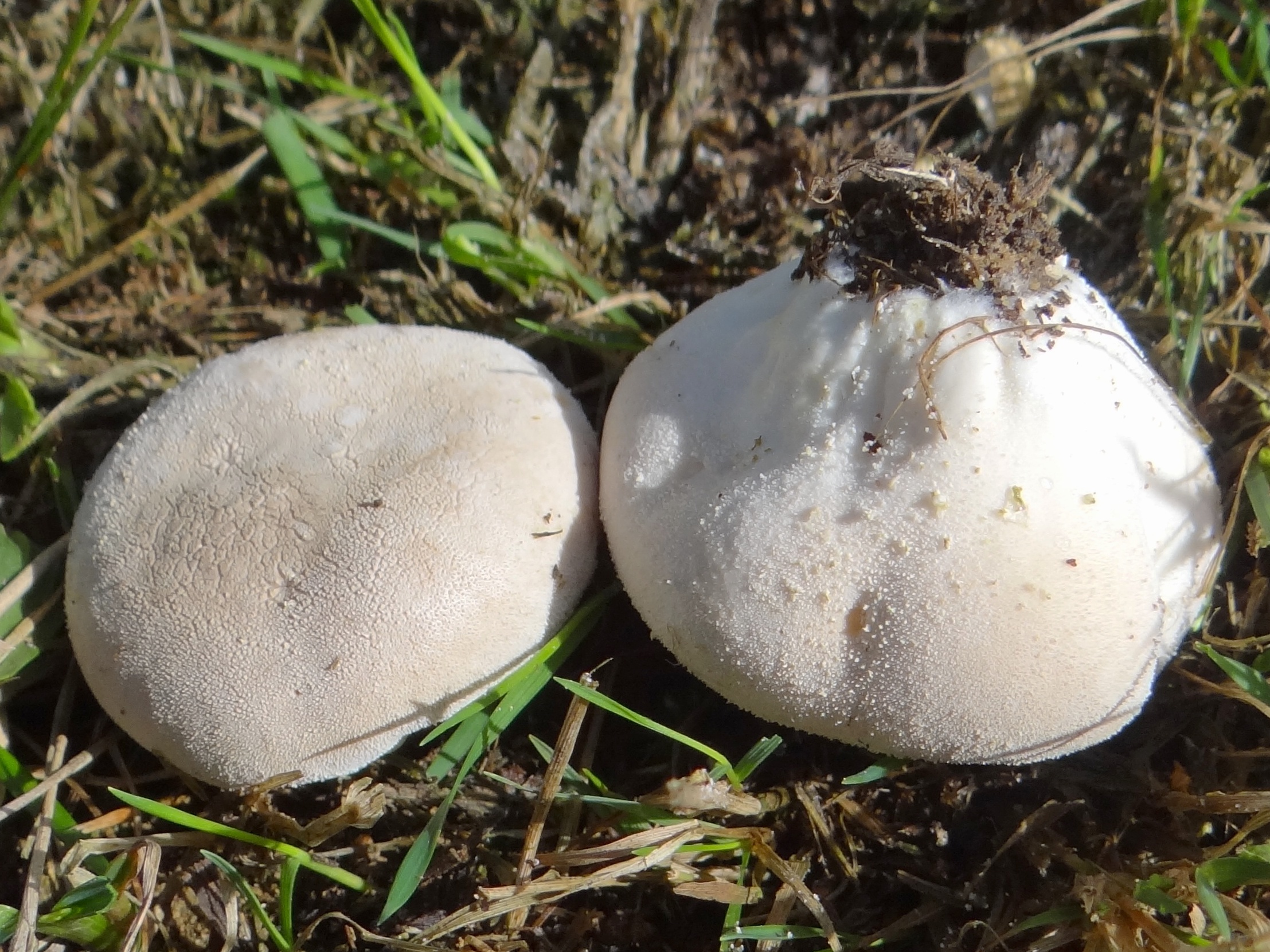

Purchawka spłaszczona (Lycoperdon pratense Pers.) – gatunek grzybów z rodziny purchawkowatych (Lycoperdaceae).

## Systematyka i nazewnictwo
Pozycja w klasyfikacji według Index Fungorum: Lycoperdon, Lycoperdaceae, Agaricales, Agaricomycetidae, Agaricomycetes, Agaricomycotina, Basidiomycota, Fungi.
Niektóre synonimy nazwy naukowej:

- Calvatia depressa (Bonord.) Zeller & A.H. Sm. 1964
- Calvatia subpratensis (Lloyd) Coker & Zeller 1947
- Lycoperdon depressum Bonord. 1857
- Lycoperdon hiemale Bull. 1782
- Lycoperdon subpratense Lloyd 1905
- Utraria pratensis (Pers.) Quél. 1873
- Vascellum depressum (Bonord.) F. Šmarda 1958
- Vascellum pratense (Pers.) Kreisel 1962
- Vascellum subpratense (Lloyd) P. Ponce de León 1970

Nazwę polską purchaweczka spłaszczona nadali Barbara Gumińska i Władysław Wojewoda w 1968 r. Obecnie nazwa ta jest niespójna z nazwą naukową, gatunek ten bowiem według Index Fungorum nie należy do rodzaju Vascellum (purchaweczka) lecz do rodzaju Lyoperdon (purchawka).
Polska nazwa purchawka spłaszczona według atlasu na portalu internetowym.

## Morfologia
Owocnik
Średnica do 5 cm, wysokość do 5 cm. Młode owocniki są kuliste, szybko jednak stają się odwrotnie gruszkowate, soczewkowate, lub nabierają kształtu przypłaszczonego bąka. Okrywa zewnętrzna (ektoperydium) długo pozostaje biała i matowa. Znajdują się na niej sferocyty i  niewielkie ziarniste kolce zebrane w gwiazdkowate skupiska. Podczas rozwoju owocnika kolce te stopniowo odpadają. Okrywa wewnętrzna (endoperydium) jest gładka, krucha, pergaminowata, początkowo jest biała, później brązowawa, w końcu szarobrązowa. Po dojrzeniu zarodników otwiera się na szczycie, potem odpada kawałkami aż do diafragmy. Gleba bez kolumelli. U młodych owocników jest biała, potem staje się oliwkowobrązowa, w końcu szarobrązowa. Dolna, płonna część gleby (tzw. podglebie) jest komorowata, u młodych owocników biała, później coraz ciemniejsza, w końcu ciemnobrązowa. Pomiędzy glebą a podglebiem znajduje się dobrze widoczna, błyszcząca diafragma.
Cechy mikroskopowe
Zarodniki kuliste, gładkie lub pokryte drobnymi brodawkami. Mają rozmiar 3,5–4,5 μm i czasami krótką sterygmę. Włośnia ma z rzadka tylko dychotomicznie rozgałęzione strzępki. Są one cienkościenne i bez jamek. Przy diafragmie oraz na ścianach okrywy włośnia utrzymuje się dość długo.

## Występowanie i siedlisko
Gatunek szeroko rozprzestrzeniony na kuli ziemskiej. W Polsce jest dość częsty.
Występuje na łąkach i pastwiskach, na poboczach dróg i obrzeżach lasów, czasami także w parkach miejskich i obszarach poprzemysłowych. Owocniki rosną na ziemi, od czerwca do listopada. Ich pozostałość (dolna część) utrzymuje się czasami aż do marca.

## Znaczenie
Saprotrof. Młode owocniki dopóki są białe są  jadalne, nie mają jednak większych walorów smakowych. Można sporządzić z nich omlet, nadają się do zupy lub do smażenia. Przed przyrządzeniem ich do spożycia należy usunąć skórkę.

## Gatunki podobne
Najbardziej charakterystycznymi cechami purchaweczki spłaszczonej jest wyraźne oddzielenie gleby od podglebia, sposób otwierania się owocnika i brak prawdziwej włośni. Podobne są:
- purchawka oczkowana (Bovistella utriformis). Jej powierzchnia pęka na drobne poletka[8].
- purchawka łatkowata (Lycoperdon mamiforme). Ektoperydium wcześnie złuszcza się.